# Martin Laroche
Martin Laroche, né en 1981 au Canada, est un cinéaste québécois.

## Biographie
Martin Laroche a fait des études de cinéma et d'écriture cinématographique à l'Université du Québec à Montréal (UQAM). Son film Tadoussac est particulièrement remarqué par la critique,, et vaut à son actrice principale un Bayard d'or de la meilleure comédienne lors du Festival international du film francophone de Namur.

## Filmographie
Sauf mention, Martin Laroche est le scénariste, le réalisateur et en général le producteur de tous ses films.
- 2007 : La Logique du remords
- 2009 : Modernaire
- 2012 : Les Manèges humains (en)
- 2017 : Tadoussac
- 2020 : Le Rire
- 2013 : Les Argonautes